# Q School 2017/1
Die Q School 2017/1 war das erste von zwei Qualifikationsturnieren für die Snooker-Saison 2017/18. Es fand vom 9. bis zum 14. Mai 2017 in der Guild Hall von Preston statt.

## Modus
Die 206 Teilnehmer wurden zu Beginn in vier Gruppen gelost. Jede Gruppe spielte im K.-o.-System einen Gruppensieger aus, der einen Platz auf der Main Tour 2017/18 und 2018/19 erhält. Die übrigen Ergebnisse gingen in eine Order of Merit ein. Zusammen mit den Ergebnissen des zweiten Q-School-Turniers ergeben sich daraus vier weitere Main-Tour-Qualifikanten.
Alle Matches fanden im Best-of-7-Modus statt.

## Ergebnisse

### 1. Runde
| Spiel | Spieler 1           | Ergebnis | Spieler 2                |
| ----- | ------------------- | -------- | ------------------------ |
| 1     | (A) Leigh Robinson  | 42:42    | Lukas Kleckers (A)       |
| 2     | (A) Geng Mingqi     | 14:14    | Andreas Ploner (A)       |
| 3     | (A) Stefan Risidi   | 43:43    | Samuel Thistlewhite (A)  |
| 4     | (A) Imran Puri      | 24:24    | Paul Anthony Taylor (A)  |
| 5     | (A) Adrian Rosa     | 34:34    | Brandon Sargeant (A)     |
| 6     | (A) Ashley Carty    | 14:14    | Ian Martin (A)           |
| 7     | Joe Swail           | 24:24    | Lu Ning (A)              |
| 8     | (A) Josh Mulholland | 43:43    | Ng On Yee (AF)           |
| 9     | (A) Darren Cook     | 41:41    | Heikki Niva (A)          |
| 10    | (A) Shane Haines    | 42:42    | Stuart Watson (A)        |
| 11    | (A) Danny Gladstone | 41:41    | Mohammed Ali (A)         |
| 12    | (A) Alex Taubman    | 41:41    | Hu Hao (A)               |
| 13    | (A) Kacper Filipiak | 24:24    | Keishin Kamihashi (A)    |
| 14    | (A) Joshua Thomond  | 43:43    | Darryl Hill              |
| 15    | Martin O’Donnell    | 24:24    | Cheung Ka Wai (A)        |
| 16    | (A) Scott Lyons     | 40:40    | Ben Fortey (A)           |
| 17    | (A) Ronnie Blake    | 40:40    | Sydney Wilson            |
| 18    | (A) Lu Chenwei      | 24:24    | Stephen Kershaw (A)      |
| 19    | Duane Jones         | 40:40    | Jamie Rhys Clarke (A)    |
| 20    | (A) Ross Jones      | 41:41    | Daniel Devlin (A)        |
| 21    | (A) Keith Keldie    | 34:34    | Mark Owens (A)           |
| 22    | (A) Dean Galbally   | 24:24    | Mark Vincent (A)         |
| 23    | (A) Lewis Roberts   | 34:34    | Andy Hicks (A)           |
| 24    | Gareth Allen        | 41:41    | Stephen Craigie (A)      |
| 25    | Allan Taylor        | 24:24    | Jason Weston             |
| 26    | Sanderson Lam       | 40:40    | Simon Dent (A)           |
| 27    | (A) Rahul Sachdev   | 34:34    | Dylan Mitchell (A)       |
| 28    | (A) Abu Saim        | kl.      | Andrew Milliard (A)      |
| 29    | (A) James Burrett   | 40:40    | Tyler Rees (A)           |
| 30    | (A) Ashley Beal     | 42:42    | John Foster (A)          |
| 31    | (A) Peter Devlin    | 41:41    | Michael Collumb (A)      |
| 32    | (A) Ben Murphy      | 24:24    | Richard William King (A) |
| 33    | (A) Ross Vallance   | 04:04    | Ben Robinson (A)         |
| 34    | (A) Lee Page        | 42:42    | Simon Lichtenberg (A)    |
| 35    | (A) Callum Costello | 14:14    | Aaron Busuttil (A)       |
| 36    | (A) Alex Davies     | 24:24    | Barry Pinches (A)        |
| 37    | Sean O’Sullivan     | 34:34    | Chris Jones (A)          |
| 38    | (A) James Height    | 34:34    | Daniel O’Regan (A)       |
| 39    | (A) Ian Brumby      | 14:14    | John Fearick (A)         |

| Spiel | Spieler 1           | Ergebnis | Spieler 2                |
| ----- | ------------------- | -------- | ------------------------ |
| 1     | (A) Leigh Robinson  | 42:42    | Lukas Kleckers (A)       |
| 2     | (A) Geng Mingqi     | 14:14    | Andreas Ploner (A)       |
| 3     | (A) Stefan Risidi   | 43:43    | Samuel Thistlewhite (A)  |
| 4     | (A) Imran Puri      | 24:24    | Paul Anthony Taylor (A)  |
| 5     | (A) Adrian Rosa     | 34:34    | Brandon Sargeant (A)     |
| 6     | (A) Ashley Carty    | 14:14    | Ian Martin (A)           |
| 7     | Joe Swail           | 24:24    | Lu Ning (A)              |
| 8     | (A) Josh Mulholland | 43:43    | Ng On Yee (AF)           |
| 9     | (A) Darren Cook     | 41:41    | Heikki Niva (A)          |
| 10    | (A) Shane Haines    | 42:42    | Stuart Watson (A)        |
| 11    | (A) Danny Gladstone | 41:41    | Mohammed Ali (A)         |
| 12    | (A) Alex Taubman    | 41:41    | Hu Hao (A)               |
| 13    | (A) Kacper Filipiak | 24:24    | Keishin Kamihashi (A)    |
| 14    | (A) Joshua Thomond  | 43:43    | Darryl Hill              |
| 15    | Martin O’Donnell    | 24:24    | Cheung Ka Wai (A)        |
| 16    | (A) Scott Lyons     | 40:40    | Ben Fortey (A)           |
| 17    | (A) Ronnie Blake    | 40:40    | Sydney Wilson            |
| 18    | (A) Lu Chenwei      | 24:24    | Stephen Kershaw (A)      |
| 19    | Duane Jones         | 40:40    | Jamie Rhys Clarke (A)    |
| 20    | (A) Ross Jones      | 41:41    | Daniel Devlin (A)        |
| 21    | (A) Keith Keldie    | 34:34    | Mark Owens (A)           |
| 22    | (A) Dean Galbally   | 24:24    | Mark Vincent (A)         |
| 23    | (A) Lewis Roberts   | 34:34    | Andy Hicks (A)           |
| 24    | Gareth Allen        | 41:41    | Stephen Craigie (A)      |
| 25    | Allan Taylor        | 24:24    | Jason Weston             |
| 26    | Sanderson Lam       | 40:40    | Simon Dent (A)           |
| 27    | (A) Rahul Sachdev   | 34:34    | Dylan Mitchell (A)       |
| 28    | (A) Abu Saim        | kl.      | Andrew Milliard (A)      |
| 29    | (A) James Burrett   | 40:40    | Tyler Rees (A)           |
| 30    | (A) Ashley Beal     | 42:42    | John Foster (A)          |
| 31    | (A) Peter Devlin    | 41:41    | Michael Collumb (A)      |
| 32    | (A) Ben Murphy      | 24:24    | Richard William King (A) |
| 33    | (A) Ross Vallance   | 04:04    | Ben Robinson (A)         |
| 34    | (A) Lee Page        | 42:42    | Simon Lichtenberg (A)    |
| 35    | (A) Callum Costello | 14:14    | Aaron Busuttil (A)       |
| 36    | (A) Alex Davies     | 24:24    | Barry Pinches (A)        |
| 37    | Sean O’Sullivan     | 34:34    | Chris Jones (A)          |
| 38    | (A) James Height    | 34:34    | Daniel O’Regan (A)       |
| 39    | (A) Ian Brumby      | 14:14    | John Fearick (A)         |

| Spiel | Spieler 1              | Ergebnis | Spieler 2            |
| ----- | ---------------------- | -------- | -------------------- |
| 40    | (A) Joe Steele         | 43:43    | Ryan Causton (A)     |
| 41    | (A) Joel Walker        | 40:40    | Adam Stefanów (A)    |
| 42    | (A) Gareth Green       | 42:42    | Jackson Page (A)     |
| 43    | (A) Farakh Ajaib       | 40:40    | Declan Brennan (A)   |
| 44    | (A) Adam Brown         | 42:42    | Billy Joe Castle (A) |
| 45    | (A) Shachar Ruberg     | 41:41    | Jason Tart (A)       |
| 46    | (A) Roshan Mirchandani | 24:24    | Jamie McArdle (A)    |
| 47    | (A) Troy Brett         | 04:04    | Adam Edge (A)        |
| 48    | (A) Tony Knowles       | 04:04    | Russell Morgan (A)   |
| 49    | (A) Lee Shanker        | 40:40    | Richard Haney (A)    |
| 50    | (A) Andres Petrov      | 24:24    | James Cahill         |
| 51    | (A) Aaron Cook         | 40:40    | Chen Zifan (A)       |
| 52    | (A) Oliver Brown       | 34:34    | Brian Cini (A)       |
| 53    | (A) Anthony Fieldsend  | 24:24    | Fraser Patrick       |
| 54    | (A) Shaun Sultana      | 40:40    | Matthew Day (A)      |
| 55    | (A) Robert Cloherty    | 40:40    | Paul Davison         |
| 56    | (AF) Reanne Evans      | 41:41    | Charlie Walters (A)  |
| 57    | (A) Mark Miller        | 41:41    | Ben Jones (A)        |
| 58    | (A) Jake Nicholson     | 43:43    | Richard Beckham (A)  |
| 59    | (A) Antony Parsons     | 14:14    | Michael Dubicki (A)  |
| 60    | (A) Anthony Jeffers    | 42:42    | David Lilley (A)     |
| 61    | (A) Craig Brown        | 41:41    | Richard Jones (A)    |
| 62    | (A) Neal Jones         | 41:41    | Matthew Glasby (A)   |
| 63    | (A) Rhydian Ap Owen    | 14:14    | Jaspal Bamotra (A)   |
| 64    | (A) Louis Heathcote    | 43:43    | Mohammed Rangzib (A) |
| 65    | (A) Tugba Irten        | 24:24    | Zack Richardson (A)  |
| 66    | Michael Wild           | 34:34    | James Loft (A)       |
| 67    | (A) Kuldesh Johal      | 14:14    | Mike Hallett (A)     |
| 68    | (A) Michael Williams   | 04:04    | Conor McCormack (A)  |
| 69    | (A) Chae Ross          | 04:04    | Mark Davies (A)      |
| 70    | (A) Paul Burrell       | 40:40    | Simon Bedford (A)    |
| 71    | (A) Joshua Cooper      | 43:43    | Saqib Nasir (A)      |
| 72    | (A) Felix Frede        | 41:41    | Jamie O’Neill (A)    |
| 73    | (A) Bash Maqsood       | 42:42    | Phil O’Kane (A)      |
| 74    | (A) Haydon Pinhey      | 34:34    | Jeremiah Connors (A) |
| 75    | (A) Shehzad Iqbal      | 14:14    | Matthew Roberts (A)  |
| 76    | (A) Ashley Hugill      | 24:24    | Jack Culligan (A)    |
| 77    | (A) Brandon Hall       | 40:40    | George Pragnall (A)  |
| 78    | (A) Steven Hallworth   | 04:04    | Zhang Jiankang (A)   |

| Spiel | Spieler 1              | Ergebnis | Spieler 2            |
| ----- | ---------------------- | -------- | -------------------- |
| 40    | (A) Joe Steele         | 43:43    | Ryan Causton (A)     |
| 41    | (A) Joel Walker        | 40:40    | Adam Stefanów (A)    |
| 42    | (A) Gareth Green       | 42:42    | Jackson Page (A)     |
| 43    | (A) Farakh Ajaib       | 40:40    | Declan Brennan (A)   |
| 44    | (A) Adam Brown         | 42:42    | Billy Joe Castle (A) |
| 45    | (A) Shachar Ruberg     | 41:41    | Jason Tart (A)       |
| 46    | (A) Roshan Mirchandani | 24:24    | Jamie McArdle (A)    |
| 47    | (A) Troy Brett         | 04:04    | Adam Edge (A)        |
| 48    | (A) Tony Knowles       | 04:04    | Russell Morgan (A)   |
| 49    | (A) Lee Shanker        | 40:40    | Richard Haney (A)    |
| 50    | (A) Andres Petrov      | 24:24    | James Cahill         |
| 51    | (A) Aaron Cook         | 40:40    | Chen Zifan (A)       |
| 52    | (A) Oliver Brown       | 34:34    | Brian Cini (A)       |
| 53    | (A) Anthony Fieldsend  | 24:24    | Fraser Patrick       |
| 54    | (A) Shaun Sultana      | 40:40    | Matthew Day (A)      |
| 55    | (A) Robert Cloherty    | 40:40    | Paul Davison         |
| 56    | (AF) Reanne Evans      | 41:41    | Charlie Walters (A)  |
| 57    | (A) Mark Miller        | 41:41    | Ben Jones (A)        |
| 58    | (A) Jake Nicholson     | 43:43    | Richard Beckham (A)  |
| 59    | (A) Antony Parsons     | 14:14    | Michael Dubicki (A)  |
| 60    | (A) Anthony Jeffers    | 42:42    | David Lilley (A)     |
| 61    | (A) Craig Brown        | 41:41    | Richard Jones (A)    |
| 62    | (A) Neal Jones         | 41:41    | Matthew Glasby (A)   |
| 63    | (A) Rhydian Ap Owen    | 14:14    | Jaspal Bamotra (A)   |
| 64    | (A) Louis Heathcote    | 43:43    | Mohammed Rangzib (A) |
| 65    | (A) Tugba Irten        | 24:24    | Zack Richardson (A)  |
| 66    | Michael Wild           | 34:34    | James Loft (A)       |
| 67    | (A) Kuldesh Johal      | 14:14    | Mike Hallett (A)     |
| 68    | (A) Michael Williams   | 04:04    | Conor McCormack (A)  |
| 69    | (A) Chae Ross          | 04:04    | Mark Davies (A)      |
| 70    | (A) Paul Burrell       | 40:40    | Simon Bedford (A)    |
| 71    | (A) Joshua Cooper      | 43:43    | Saqib Nasir (A)      |
| 72    | (A) Felix Frede        | 41:41    | Jamie O’Neill (A)    |
| 73    | (A) Bash Maqsood       | 42:42    | Phil O’Kane (A)      |
| 74    | (A) Haydon Pinhey      | 34:34    | Jeremiah Connors (A) |
| 75    | (A) Shehzad Iqbal      | 14:14    | Matthew Roberts (A)  |
| 76    | (A) Ashley Hugill      | 24:24    | Jack Culligan (A)    |
| 77    | (A) Brandon Hall       | 40:40    | George Pragnall (A)  |
| 78    | (A) Steven Hallworth   | 04:04    | Zhang Jiankang (A)   |

### 2. Runde
| Spiel | Spieler 1               | Ergebnis | Spieler 2            |
| ----- | ----------------------- | -------- | -------------------- |
| 79    | (A) Lukas Kleckers      | 24:24    | Geng Mingqi (A)      |
| 80    | (A) Samuel Thistlewhite | 24:24    | Mitchell Travis (A)  |
| 81    | (A) Imran Puri          | 14:14    | Jason Turnbull (A)   |
| 82    | (A) Adrian Rosa         | kl.      | Lewis Gillen (A)     |
| 83    | (A) Ashley Carty        | 43:43    | Joe Swail            |
| 84    | (AF) Ng On Yee          | 04:04    | Dessie Sheehan (A)   |
| 85    | (A) Heikki Niva         | 43:43    | Ma Tingpeng (A)      |
| 86    | (A) Stuart Watson       | 14:14    | Peter Delaney (A)    |
| 87    | (A) Mohammed Ali        | 41:41    | Zak Surety (A)       |
| 88    | (A) Hu Hao              | 04:04    | Shaun Wilkes (A)     |
| 89    | (A) Kacper Filipiak     | 34:34    | Darryl Hill          |
| 90    | Martin O’Donnell        | 04:04    | Stewart Hesketh (A)  |
| 91    | (A) Ben Fortey          | 04:04    | Daniel Gorton (A)    |
| 92    | Sydney Wilson           | 04:04    | Jamie Brown (A)      |
| 93    | (A) Lu Chenwei          | 34:34    | Daniel Womersley (A) |
| 94    | (A) Jamie Rhys Clarke   | 14:14    | Labeeb Ahmed (A)     |
| 95    | (A) Daniel Devlin       | 42:42    | Greg Casey (A)       |
| 96    | (A) Keith Keldie        | 40:40    | Daniel Ward (A)      |
| 97    | (A) Dean Galbally       | 41:41    | Kishan Hirani (A)    |
| 98    | (A) Lewis Roberts       | 14:14    | Andrei Orzan (A)     |
| 99    | (A) Stephen Craigie     | 41:41    | Allan Taylor         |
| 100   | (A) Simon Dent          | 40:40    | Joe O’Connor (A)     |
| 101   | (A) Rahul Sachdev       | 42:42    | Andrew Milliard (A)  |
| 102   | (A) Tyler Rees          | 14:14    | Lucky Vatnani (A)    |
| 103   | (A) John Foster         | 43:43    | Michael Collumb (A)  |
| 104   | (A) Ben Murphy          | 41:41    | Jordan Brown (A)     |
| 105   | (A) Ross Vallance       | 14:14    | Nick Manning (A)     |
| 106   | (A) Simon Lichtenberg   | 04:04    | Corey Deuel (A)      |
| 107   | (A) Callum Costello     | 40:40    | Alex Davies (A)      |
| 108   | Sean O’Sullivan         | 04:04    | David Singh (A)      |
| 109   | (A) James Height        | 40:40    | Gary Challis (A)     |
| 110   | (A) Ian Brumby          | kl.      | Yu Han (AF)          |

| Spiel | Spieler 1               | Ergebnis | Spieler 2            |
| ----- | ----------------------- | -------- | -------------------- |
| 79    | (A) Lukas Kleckers      | 24:24    | Geng Mingqi (A)      |
| 80    | (A) Samuel Thistlewhite | 24:24    | Mitchell Travis (A)  |
| 81    | (A) Imran Puri          | 14:14    | Jason Turnbull (A)   |
| 82    | (A) Adrian Rosa         | kl.      | Lewis Gillen (A)     |
| 83    | (A) Ashley Carty        | 43:43    | Joe Swail            |
| 84    | (AF) Ng On Yee          | 04:04    | Dessie Sheehan (A)   |
| 85    | (A) Heikki Niva         | 43:43    | Ma Tingpeng (A)      |
| 86    | (A) Stuart Watson       | 14:14    | Peter Delaney (A)    |
| 87    | (A) Mohammed Ali        | 41:41    | Zak Surety (A)       |
| 88    | (A) Hu Hao              | 04:04    | Shaun Wilkes (A)     |
| 89    | (A) Kacper Filipiak     | 34:34    | Darryl Hill          |
| 90    | Martin O’Donnell        | 04:04    | Stewart Hesketh (A)  |
| 91    | (A) Ben Fortey          | 04:04    | Daniel Gorton (A)    |
| 92    | Sydney Wilson           | 04:04    | Jamie Brown (A)      |
| 93    | (A) Lu Chenwei          | 34:34    | Daniel Womersley (A) |
| 94    | (A) Jamie Rhys Clarke   | 14:14    | Labeeb Ahmed (A)     |
| 95    | (A) Daniel Devlin       | 42:42    | Greg Casey (A)       |
| 96    | (A) Keith Keldie        | 40:40    | Daniel Ward (A)      |
| 97    | (A) Dean Galbally       | 41:41    | Kishan Hirani (A)    |
| 98    | (A) Lewis Roberts       | 14:14    | Andrei Orzan (A)     |
| 99    | (A) Stephen Craigie     | 41:41    | Allan Taylor         |
| 100   | (A) Simon Dent          | 40:40    | Joe O’Connor (A)     |
| 101   | (A) Rahul Sachdev       | 42:42    | Andrew Milliard (A)  |
| 102   | (A) Tyler Rees          | 14:14    | Lucky Vatnani (A)    |
| 103   | (A) John Foster         | 43:43    | Michael Collumb (A)  |
| 104   | (A) Ben Murphy          | 41:41    | Jordan Brown (A)     |
| 105   | (A) Ross Vallance       | 14:14    | Nick Manning (A)     |
| 106   | (A) Simon Lichtenberg   | 04:04    | Corey Deuel (A)      |
| 107   | (A) Callum Costello     | 40:40    | Alex Davies (A)      |
| 108   | Sean O’Sullivan         | 04:04    | David Singh (A)      |
| 109   | (A) James Height        | 40:40    | Gary Challis (A)     |
| 110   | (A) Ian Brumby          | kl.      | Yu Han (AF)          |

| Spiel | Spieler 1              | Ergebnis | Spieler 2                |
| ----- | ---------------------- | -------- | ------------------------ |
| 111   | (A) Ryan Causton       | 40:40    | Zhang Yong               |
| 112   | (A) Adam Stefanów      | 34:34    | Nikolas Charalambous (A) |
| 113   | (A) Jackson Page       | 14:14    | Stephen Ormerod (A)      |
| 114   | (A) Declan Brennan     | 04:04    | Adam Morrey (A)          |
| 115   | (A) Billy Joe Castle   | 24:24    | Jason Tart (A)           |
| 116   | (A) Roshan Mirchandani | 41:41    | Mateusz Baranowski (A)   |
| 117   | (A) Troy Brett         | 04:04    | Nigel Howe (A)           |
| 118   | (A) Tony Knowles       | 42:42    | Danny Connolly (A)       |
| 119   | (A) Richard Haney      | 42:42    | Andres Petrov (A)        |
| 120   | (A) Chen Zifan         | 04:04    | Darren Barton (A)        |
| 121   | (A) Oliver Brown       | 14:14    | Simon Blackwell (A)      |
| 122   | (A) Anthony Fieldsend  | 40:40    | Jamie Cope               |
| 123   | (A) Matthew Day        | 43:43    | Stephen Groves (A)       |
| 124   | Paul Davison           | 04:04    | Patrick Whelan (A)       |
| 125   | (A) Charlie Walters    | 04:04    | Joshua Baddeley (A)      |
| 126   | (A) Ben Jones          | 34:34    | Darren Burns (A)         |
| 127   | (A) Richard Beckham    | 42:42    | Antony Parsons (A)       |
| 128   | (A) David Lilley       | 04:04    | Richard Jones (A)        |
| 129   | (A) Matthew Glasby     | 42:42    | William Lemons (A)       |
| 130   | (A) Rhydian Ap Owen    | 42:42    | Jeff Cundy (A)           |
| 131   | (A) Mohammed Rangzib   | 14:14    | Tugba Irten (A)          |
| 132   | Michael Wild           | 43:43    | James Silverwood (A)     |
| 133   | (A) Kuldesh Johal      | 14:14    | Wayne Brown (A)          |
| 134   | (A) Michael Williams   | 04:04    | Thomas Dowling (A)       |
| 135   | (A) Chae Ross          | 43:43    | Simon Bedford (A)        |
| 136   | (A) Saqib Nasir        | 43:43    | Luke Simmonds (A)        |
| 137   | (A) Jamie O’Neill      | 34:34    | Michael Tomlinson (A)    |
| 138   | (A) Phil O’Kane        | 41:41    | Tony Drago (A)           |
| 139   | (A) Haydon Pinhey      | 43:43    | Clayton Humphries (A)    |
| 140   | (A) Shehzad Iqbal      | 14:14    | Dhairya Bhandari (A)     |
| 141   | (A) Ashley Hugill      | 14:14    | George Pragnall (A)      |
| 142   | (A) Steven Hallworth   | kl.      | Ray Whelan (A)           |

| Spiel | Spieler 1              | Ergebnis | Spieler 2                |
| ----- | ---------------------- | -------- | ------------------------ |
| 111   | (A) Ryan Causton       | 40:40    | Zhang Yong               |
| 112   | (A) Adam Stefanów      | 34:34    | Nikolas Charalambous (A) |
| 113   | (A) Jackson Page       | 14:14    | Stephen Ormerod (A)      |
| 114   | (A) Declan Brennan     | 04:04    | Adam Morrey (A)          |
| 115   | (A) Billy Joe Castle   | 24:24    | Jason Tart (A)           |
| 116   | (A) Roshan Mirchandani | 41:41    | Mateusz Baranowski (A)   |
| 117   | (A) Troy Brett         | 04:04    | Nigel Howe (A)           |
| 118   | (A) Tony Knowles       | 42:42    | Danny Connolly (A)       |
| 119   | (A) Richard Haney      | 42:42    | Andres Petrov (A)        |
| 120   | (A) Chen Zifan         | 04:04    | Darren Barton (A)        |
| 121   | (A) Oliver Brown       | 14:14    | Simon Blackwell (A)      |
| 122   | (A) Anthony Fieldsend  | 40:40    | Jamie Cope               |
| 123   | (A) Matthew Day        | 43:43    | Stephen Groves (A)       |
| 124   | Paul Davison           | 04:04    | Patrick Whelan (A)       |
| 125   | (A) Charlie Walters    | 04:04    | Joshua Baddeley (A)      |
| 126   | (A) Ben Jones          | 34:34    | Darren Burns (A)         |
| 127   | (A) Richard Beckham    | 42:42    | Antony Parsons (A)       |
| 128   | (A) David Lilley       | 04:04    | Richard Jones (A)        |
| 129   | (A) Matthew Glasby     | 42:42    | William Lemons (A)       |
| 130   | (A) Rhydian Ap Owen    | 42:42    | Jeff Cundy (A)           |
| 131   | (A) Mohammed Rangzib   | 14:14    | Tugba Irten (A)          |
| 132   | Michael Wild           | 43:43    | James Silverwood (A)     |
| 133   | (A) Kuldesh Johal      | 14:14    | Wayne Brown (A)          |
| 134   | (A) Michael Williams   | 04:04    | Thomas Dowling (A)       |
| 135   | (A) Chae Ross          | 43:43    | Simon Bedford (A)        |
| 136   | (A) Saqib Nasir        | 43:43    | Luke Simmonds (A)        |
| 137   | (A) Jamie O’Neill      | 34:34    | Michael Tomlinson (A)    |
| 138   | (A) Phil O’Kane        | 41:41    | Tony Drago (A)           |
| 139   | (A) Haydon Pinhey      | 43:43    | Clayton Humphries (A)    |
| 140   | (A) Shehzad Iqbal      | 14:14    | Dhairya Bhandari (A)     |
| 141   | (A) Ashley Hugill      | 14:14    | George Pragnall (A)      |
| 142   | (A) Steven Hallworth   | kl.      | Ray Whelan (A)           |

### 3. Runde
| Spiel | Spieler 1           | Ergebnis | Spieler 2               |
| ----- | ------------------- | -------- | ----------------------- |
| 143   | (A) Lukas Kleckers  | 14:14    | Samuel Thistlewhite (A) |
| 144   | (A) Imran Puri      | 42:42    | Adrian Rosa (A)         |
| 145   | Joe Swail           | 43:43    | Ng On Yee (AF)          |
| 146   | (A) Ma Tingpeng     | 24:24    | Stuart Watson (A)       |
| 147   | (A) Zak Surety      | 42:42    | Hu Hao (A)              |
| 148   | (A) Kacper Filipiak | 43:43    | Martin O’Donnell        |
| 149   | (A) Ben Fortey      | 04:04    | Sydney Wilson           |
| 150   | (A) Lu Chenwei      | 40:40    | Jamie Rhys Clarke (A)   |
| 151   | (A) Greg Casey      | 42:42    | Daniel Ward (A)         |
| 152   | (A) Kishan Hirani   | 41:41    | Lewis Roberts (A)       |
| 153   | Allan Taylor        | 04:04    | Joe O’Connor (A)        |
| 154   | (A) Andrew Milliard | 34:34    | Tyler Rees (A)          |
| 155   | (A) Michael Collumb | 42:42    | Jordan Brown (A)        |
| 156   | (A) Ross Vallance   | 34:34    | Simon Lichtenberg (A)   |
| 157   | (A) Alex Davies     | 40:40    | Sean O’Sullivan         |
| 158   | (A) Gary Challis    | 41:41    | Ian Brumby (A)          |

| Spiel | Spieler 1           | Ergebnis | Spieler 2               |
| ----- | ------------------- | -------- | ----------------------- |
| 143   | (A) Lukas Kleckers  | 14:14    | Samuel Thistlewhite (A) |
| 144   | (A) Imran Puri      | 42:42    | Adrian Rosa (A)         |
| 145   | Joe Swail           | 43:43    | Ng On Yee (AF)          |
| 146   | (A) Ma Tingpeng     | 24:24    | Stuart Watson (A)       |
| 147   | (A) Zak Surety      | 42:42    | Hu Hao (A)              |
| 148   | (A) Kacper Filipiak | 43:43    | Martin O’Donnell        |
| 149   | (A) Ben Fortey      | 04:04    | Sydney Wilson           |
| 150   | (A) Lu Chenwei      | 40:40    | Jamie Rhys Clarke (A)   |
| 151   | (A) Greg Casey      | 42:42    | Daniel Ward (A)         |
| 152   | (A) Kishan Hirani   | 41:41    | Lewis Roberts (A)       |
| 153   | Allan Taylor        | 04:04    | Joe O’Connor (A)        |
| 154   | (A) Andrew Milliard | 34:34    | Tyler Rees (A)          |
| 155   | (A) Michael Collumb | 42:42    | Jordan Brown (A)        |
| 156   | (A) Ross Vallance   | 34:34    | Simon Lichtenberg (A)   |
| 157   | (A) Alex Davies     | 40:40    | Sean O’Sullivan         |
| 158   | (A) Gary Challis    | 41:41    | Ian Brumby (A)          |

| Spiel | Spieler 1             | Ergebnis | Spieler 2              |
| ----- | --------------------- | -------- | ---------------------- |
| 159   | Zhang Yong            | 04:04    | Adam Stefanów (A)      |
| 160   | (A) Jackson Page      | 34:34    | Declan Brennan (A)     |
| 161   | (A) Billy Joe Castle  | 34:34    | Mateusz Baranowski (A) |
| 162   | (A) Troy Brett        | 04:04    | Danny Connolly (A)     |
| 163   | (A) Andres Petrov     | 42:42    | Chen Zifan (A)         |
| 164   | (A) Oliver Brown      | 42:42    | Jamie Cope             |
| 165   | (A) Stephen Groves    | 40:40    | Paul Davison           |
| 166   | (A) Charlie Walters   | 04:04    | Ben Jones (A)          |
| 167   | (A) Antony Parsons    | 34:34    | David Lilley (A)       |
| 168   | (A) William Lemons    | 14:14    | Jeff Cundy (A)         |
| 169   | (A) Mohammed Rangzib  | 41:41    | James Silverwood (A)   |
| 170   | (A) Kuldesh Johal     | 43:43    | Michael Williams (A)   |
| 171   | (A) Simon Bedford     | 14:14    | Luke Simmonds (A)      |
| 172   | (A) Jamie O’Neill     | 24:24    | Tony Drago (A)         |
| 173   | (A) Clayton Humphries | 24:24    | Shehzad Iqbal (A)      |
| 174   | (A) Ashley Hugill     | 04:04    | Steven Hallworth (A)   |

| Spiel | Spieler 1             | Ergebnis | Spieler 2              |
| ----- | --------------------- | -------- | ---------------------- |
| 159   | Zhang Yong            | 04:04    | Adam Stefanów (A)      |
| 160   | (A) Jackson Page      | 34:34    | Declan Brennan (A)     |
| 161   | (A) Billy Joe Castle  | 34:34    | Mateusz Baranowski (A) |
| 162   | (A) Troy Brett        | 04:04    | Danny Connolly (A)     |
| 163   | (A) Andres Petrov     | 42:42    | Chen Zifan (A)         |
| 164   | (A) Oliver Brown      | 42:42    | Jamie Cope             |
| 165   | (A) Stephen Groves    | 40:40    | Paul Davison           |
| 166   | (A) Charlie Walters   | 04:04    | Ben Jones (A)          |
| 167   | (A) Antony Parsons    | 34:34    | David Lilley (A)       |
| 168   | (A) William Lemons    | 14:14    | Jeff Cundy (A)         |
| 169   | (A) Mohammed Rangzib  | 41:41    | James Silverwood (A)   |
| 170   | (A) Kuldesh Johal     | 43:43    | Michael Williams (A)   |
| 171   | (A) Simon Bedford     | 14:14    | Luke Simmonds (A)      |
| 172   | (A) Jamie O’Neill     | 24:24    | Tony Drago (A)         |
| 173   | (A) Clayton Humphries | 24:24    | Shehzad Iqbal (A)      |
| 174   | (A) Ashley Hugill     | 04:04    | Steven Hallworth (A)   |

### 4. Runde
| Spiel | Spieler 1          | Ergebnis | Spieler 2             |
| ----- | ------------------ | -------- | --------------------- |
| 175   | (A) Lukas Kleckers | 04:04    | Adrian Rosa (A)       |
| 176   | (AF) Ng On Yee     | 43:43    | Ma Tingpeng (A)       |
| 177   | (A) Hu Hao         | 40:40    | Martin O’Donnell      |
| 178   | (A) Ben Fortey     | 43:43    | Jamie Rhys Clarke (A) |
| 179   | (A) Daniel Ward    | 34:34    | Lewis Roberts (A)     |
| 180   | Allan Taylor       | 14:14    | Andrew Milliard (A)   |
| 181   | (A) Jordan Brown   | 41:41    | Ross Vallance (A)     |
| 182   | Sean O’Sullivan    | 04:04    | Ian Brumby (A)        |

| Spiel | Spieler 1          | Ergebnis | Spieler 2             |
| ----- | ------------------ | -------- | --------------------- |
| 175   | (A) Lukas Kleckers | 04:04    | Adrian Rosa (A)       |
| 176   | (AF) Ng On Yee     | 43:43    | Ma Tingpeng (A)       |
| 177   | (A) Hu Hao         | 40:40    | Martin O’Donnell      |
| 178   | (A) Ben Fortey     | 43:43    | Jamie Rhys Clarke (A) |
| 179   | (A) Daniel Ward    | 34:34    | Lewis Roberts (A)     |
| 180   | Allan Taylor       | 14:14    | Andrew Milliard (A)   |
| 181   | (A) Jordan Brown   | 41:41    | Ross Vallance (A)     |
| 182   | Sean O’Sullivan    | 04:04    | Ian Brumby (A)        |

| Spiel | Spieler 1             | Ergebnis | Spieler 2            |
| ----- | --------------------- | -------- | -------------------- |
| 183   | Zhang Yong            | 34:34    | Jackson Page (A)     |
| 184   | (A) Billy Joe Castle  | 14:14    | Troy Brett (A)       |
| 185   | (A) Chen Zifan        | 43:43    | Jamie Cope           |
| 186   | Paul Davison          | 34:34    | Charlie Walters (A)  |
| 187   | (A) Antony Parsons    | 43:43    | William Lemons (A)   |
| 188   | (A) James Silverwood  | 43:43    | Michael Williams (A) |
| 189   | (A) Simon Bedford     | 34:34    | Jamie O’Neill (A)    |
| 190   | (A) Clayton Humphries | 42:42    | Ashley Hugill (A)    |

| Spiel | Spieler 1             | Ergebnis | Spieler 2            |
| ----- | --------------------- | -------- | -------------------- |
| 183   | Zhang Yong            | 34:34    | Jackson Page (A)     |
| 184   | (A) Billy Joe Castle  | 14:14    | Troy Brett (A)       |
| 185   | (A) Chen Zifan        | 43:43    | Jamie Cope           |
| 186   | Paul Davison          | 34:34    | Charlie Walters (A)  |
| 187   | (A) Antony Parsons    | 43:43    | William Lemons (A)   |
| 188   | (A) James Silverwood  | 43:43    | Michael Williams (A) |
| 189   | (A) Simon Bedford     | 34:34    | Jamie O’Neill (A)    |
| 190   | (A) Clayton Humphries | 42:42    | Ashley Hugill (A)    |

### 5. Runde
| Spiel | Spieler 1          | Ergebnis | Spieler 2             |
| ----- | ------------------ | -------- | --------------------- |
| 191   | (A) Lukas Kleckers | 34:34    | Ma Tingpeng (A)       |
| 192   | Martin O’Donnell   | 04:04    | Jamie Rhys Clarke (A) |
| 193   | (A) Daniel Ward    | 43:43    | Allan Taylor          |
| 194   | (A) Ross Vallance  | 43:43    | Sean O’Sullivan       |

| Spiel | Spieler 1          | Ergebnis | Spieler 2             |
| ----- | ------------------ | -------- | --------------------- |
| 191   | (A) Lukas Kleckers | 34:34    | Ma Tingpeng (A)       |
| 192   | Martin O’Donnell   | 04:04    | Jamie Rhys Clarke (A) |
| 193   | (A) Daniel Ward    | 43:43    | Allan Taylor          |
| 194   | (A) Ross Vallance  | 43:43    | Sean O’Sullivan       |

| Spiel | Spieler 1          | Ergebnis | Spieler 2            |
| ----- | ------------------ | -------- | -------------------- |
| 195   | Zhang Yong         | 41:41    | Billy Joe Castle (A) |
| 196   | Jamie Cope         | 42:42    | Paul Davison         |
| 197   | (A) William Lemons | 24:24    | Michael Williams (A) |
| 198   | (A) Simon Bedford  | 42:42    | Ashley Hugill (A)    |

| Spiel | Spieler 1          | Ergebnis | Spieler 2            |
| ----- | ------------------ | -------- | -------------------- |
| 195   | Zhang Yong         | 41:41    | Billy Joe Castle (A) |
| 196   | Jamie Cope         | 42:42    | Paul Davison         |
| 197   | (A) William Lemons | 24:24    | Michael Williams (A) |
| 198   | (A) Simon Bedford  | 42:42    | Ashley Hugill (A)    |

### Viertelfinale
| Spiel | Spieler 1            | Ergebnis | Spieler 2         |
| ----- | -------------------- | -------- | ----------------- |
| 199   | (A) Lukas Kleckers   | 14:14    | Martin O’Donnell  |
| 200   | Allan Taylor         | 04:04    | Sean O’Sullivan   |
| 201   | (A) Billy Joe Castle | 24:24    | Paul Davison      |
| 202   | (A) William Lemons   | 42:42    | Ashley Hugill (A) |

## Century-Breaks
Im Verlauf des Turniers wurden 14 Centuries gespielt.
| Sean O’Sullivan   | 140, 133 |
| Hu Hao            | 128      |
| Lu Ning           | 127      |
| Tugba Irten       | 121      |
| Jamie Cope        | 116, 108 |
| Simon Lichtenberg | 109      |

| Chen Zifan      | 107 |
| Alex Davies     | 104 |
| Ashley Hugill   | 102 |
| Simon Bedford   | 100 |
| Phil O’Kane     | 100 |
| Zack Richardson | 100 |